# Aguessac
Aguessac (okzitanisch: Agaçac) ist eine französische Gemeinde mit 924 Einwohnern (Stand: 1. Januar 2022) im Département Aveyron in der Region Okzitanien (zuvor Midi-Pyrénées). Sie gehört zum Arrondissement Millau sowie zum Kanton Millau-2 und ist Mitglied im Gemeindeverband Communauté de communes de Millau Grands Causses.

## Geographie
Die Gemeinde liegt in der ehemaligen Provinz Rouergue am rechten Ufer des Flusses Tarn, in den hier des Lumansonesque einmündet. Umgeben wird Aguessac von den Nachbargemeinden Verrières im Norden, Compeyre im Nordosten, La Cresse im Osten, Paulhe im Südosten, Millau im Süden, Saint-Beauzély im Westen und Saint-Léons im Nordwesten. Das Gemeindegebiet gehört zum Regionalen Naturpark Grands Causses.

## Bevölkerungsentwicklung
| Jahr      | 1968 | 1975 | 1982 | 1990 | 1999 | 2006 | 2017 |
| Einwohner | 709  | 714  | 615  | 811  | 833  | 832  | 867  |

## Persönlichkeiten
- Emma Calvé (1858–1942), französische Opernsängerin